# Bowling Green (Virginie)
Pour les articles homonymes, voir Bowling Green.
La ville américaine de Bowling Green est le siège du comté de Caroline, dans l’État de Virginie. Lors du recensement de 2010, sa population s’élevait à 1 111 habitants.

## Source
- (en) Cet article est partiellement ou en totalité issu de l’article de Wikipédia en anglais intitulé « Bowling Green, Virginia » (voir la liste des auteurs).